# 週六不行喲！
《發現！仰天！首映！！！週六不行喲！》（日语：発見!仰天!!プレミアもん!!! 土曜はダメよ!）是讀賣電視台每週六傍晚16:30 - 17:30（JST）播放的綜藝節目，常簡稱為「六不行」（土ダメ）。

## 播放時間
- 2003年9月27日 - 2009年3月28日：星期六16:55 - 18:00
- 2009年4月4日 - 2013年3月30日：星期六16:30 - 17:30
- 2013年4月20日 - 現在：星期六16:00 - 17:00

## 演出人員

### 固定班底
- 藤井隆（綜合司儀）
- YOU
- 桂小枝（一部環節是青木喜伸名義）
- 足球時間（岩尾望、後藤輝基）
- License（日语：ライセンス (お笑いコンビ)）（藤原一裕、井本貴史）（2011年4月16日 - ）
- NMB48（每集約2至3名成員參與演出，而福本愛菜和山田菜菜和門脇佳奈子等是固定成員，2011年4月16日 - ）
- 白米飯（日语：銀シャリ (お笑い)）（鰻和弘、橋本直）（2010年3月20日 -）※不定期

### 前固定班底
- 黑色美乃滋（小杉龍一、吉田敬）（ - 2011年3月）

### 影片演出
- 浅越ゴエ（ザ・プラン9）（不定期）
- 月亭八光（不定期）
- ヒデ（ペナルティ）（不定期）
- 西川忠志（不定期）

### 旁白
- 島よしのり
- 大津奈美子
- 三浦隆志（讀賣電視台播音員）

## 主要播放電視台
| 播放對象地域   | 播放電視台                           | 系列           | 播放日、播放時間   | 播放開始日            |
| -------------- | ------------------------------------ | -------------- | ------------------ | --------------------- |
| 近畿廣域圏     | 讀賣電視台（ytv） 週六不行呦！製作局 | 日本電視台系列 | 每週六16:00～17:00 | 2003年9月27日開始     |
| 鹿兒島縣       | 鹿兒島讀賣電視台（KYT）              | 日本電視台系列 | 每週六16:00～17:00 | 2006年4月1日開始播放  |
| 熊本縣         | 熊本縣民電視台（KKT）                | 日本電視台系列 | 每週六16:00～17:00 | 2010年4月3日開始播放  |
| 香川縣・岡山縣 | 西日本放送（RNC）                    | 日本電視台系列 | 每週六15:00～16:00 | 2011年11月5日開始播放 |

### 過去播放電視台
- 長崎国際電視台（NIB）：2006年10月 - 2007年3月
- 廣島電視台放送(HTV)：2008年4月5日 - 2008年9月
- 南海放送(RNB)：2008年4月5日 - 2009年3月
- 四国放送（JRT）:2010年10月16日- 2011年9月

## 外部連結
- ytv・土曜はダメよ!HP （页面存档备份，存于）